# تاد دانیلفسکی
تاد دانیلفسکی (لهستانی: Tad Danielewski؛ ‏ ۲۹ مارس ۱۹۲۱ – ۶ ژانویهٔ ۱۹۹۳) کارگردان فیلم، و تهیه‌کننده فیلم اهل لهستان و ایالات متحده آمریکا بود. وی دانش‌آموختهٔ آکادمی سلطنتی هنرهای دراماتیک است.
از فیلم‌هایی که وی در آن‌ها نقش داشته است، می‌توان به خروج ممنوع اشاره نمود.